# Masal Dunyam
Masal Dunyam — п'ятий студійний альбом азербайджанської співачки Брілліант Дадашової і перший її альбом, записаний у Туреччині. Вийшов 2008 року.

## Про альбом
Masal Dunyam став першою роботою Дадашової за останні 6 років. Запис альбому почалася в березні 2006 року і завершився у травні 2008 року на студії «Jingle Box-Istanbul». Альбом, який вийшов накладом 45 000 примірників, надійшов у продаж в Туреччині в середині серпня 2008 року. Альбом складається з двох дисків — один азербайджанською, а інший турецькою мовами. В альбом увійшли такі композиції як «Gecə yaman uzundur», «Aman-Aman», «Gara Gözler», «Yanır üreyim», «Bayatılar». Більшість аранжувань в альбомі належать музичному продюсеру Фірузу Ісмайлову. Над дизайном альбому і стилем Брілліант Дадашової попрацювала стиліст Руха. Крім Туреччини, альбом вийшов обмеженим тиражем в Азербайджані та Ірані. Протягом місяця весь турецький тираж диска був повністю розкуплений і музична компанія «Seyhan Muzik» збільшила тираж альбому ще на 20 000 копій. Альбом, крім Стамбула і Анкари, надійшов у продаж ще в п'яти великих містах Туреччини.
Завдяки успіху альбому в Туреччині компанія «Seyhan Müzik» записала з Дадашовою ще один диск, який вийшов у травні 2015 року під назвою Menim Dunyam (Мій Світ).